# Chlein Seehorn
Chlein Seehorn är en bergstopp i Österrike. Den ligger i förbundslandet Vorarlberg, i den västra delen av landet. Toppen på Chlein Seehorn är 3 032 meter över havet. Chlein Seehorn ingår i Silvretta Gruppe.
Den högsta punkten i närheten är Grosses Seehorn, 3 121 meter över havet, öster om Chlein Seehorn.
Trakten runt Chlein Seehorn består i huvudsak av kala bergstoppar och isformationer.